# 5. juli
5. juli er dag 186 i året i den gregorianske kalender (dag 187 i skudår). Der er 179 dage tilbage af året.
Anselmus' dag, efter skolastikeren og forfatteren ærkebiskop Anselm af Canterbury.

### Begivenheder
Født - Dødsfald
- 1610 - Den engelske købmand John Guy sejler sammen med sin broder Philip og 38 andre kolonister fra Bristol til Newfoundland, hvor han er udpeget til den engelske kolonis første guvernør.
- 1791 - Den første britiske ambassadør i USA udpeges.
- 1811 - Venezuela løsriver sig som det første latinamerikanske land fra Spanien.
- 1830 - Frankrig angriber byen Algier som indledning på erobring af Algeriet.
- 1913 - Danmark indfører filmcensur.
- 1920 - I Paris undertegnes en traktat, som fastlægger den dansk-tyske grænse.
- 1940 - Vichy-regeringen i Frankrig afbryder forbindelserne med England.
- 1941 - De tyske tropper når floden Dnepr i Sovjetunionen.
- 1942 - Den sovjetiske modstand på Krim indstilles.
- 1943 - Tyskerne indleder deres sidste offensiv mod Kursk.
- 1945 - Winston Churchill taber parlamentsvalget.
- 1946 - For første gang demonstreres en bikini badedragt - det sker under et modeshow i Paris.
- 1954 - I Memphis indspiller Elvis Presley sin første plade, "That's All Right" og "Blue Moon of Kentucky", med henblik på offentliggørelse.
- 1962 - Algeriet opnår uafhængighed fra Frankrig.
- 1969 - The Rolling Stones giver en gratis koncert i Hyde Park.
- 1975 - Arthur Ashe bliver den første sorte spiller, der vinder Wimbledon Championships i tennis.
- 1977 - Ved et ublodigt kup overtager general Muhammad Zia-ul-Haq magten i Pakistan og afsætter Zulfiqar Ali Bhutto.
- 1980 - Björn Borg vinder for femte år i træk Wimbledon Championships i herresingle.
- 1980 - Danmarks Smukkeste Festival afholdes for første gang.
- 1990 - Tjekkoslovakiets parlament genvælger med stort flertal Vaclav Havel som præsident.
- 1992 - Irak forhindrer FN's våbeninspektører i at undersøge landbrugsministeriet i Bagdad, hvilket medfører advarsler fra FN og trussel om militær indgriben fra USA.
- 1993 - Dronning Margrethe og Prins Henrik indleder statsbesøg i Polen.
- 1996 - Fåret Dolly bliver født som et får, skabt ved kloning af gener.
- 2002 - Samtaler i Wien mellem FN og Irak afsluttes uden resultat.
- 2003 – Ved terrorangrebet ved Tushino bragte to tjetjenske kvindelige selvmordsterrorister sig selv til sprængning ved en udendørs rockkoncert nord for Moskva. 17 blev dræbt og 50+ såret.

### Født
- 1182 - Frans af Assisi, grundlæggeren af Franciskanerordenen (død 1226).
- 1717 - Peter 3., portugisisk konge (død 1786).
- 1810 - P.T. Barnum, amerikansk cirkusdirektør (død 1891).
- 1853 - Cecil Rhodes, sydafrikansk politiker (død 1902).
- 1857 - Clara Zetkin, tysk politiker og kvindesagsforkæmper (død 1933).
- 1863 - A. C. Illum, dansk grundlægger (død 1938).
- 1879 - Dwight Davis, amerikansk statsmand og tennisspiller (død 1945).
- 1885 - Tyge Hvass, dansk arkitekt (død 1963).
- 1889 - Jean Cocteau, fransk forfatter (død 1963).
- 1891 - John Howard Northrop, amerikansk biokemiker og modtager af Nobelprisen i kemi (død 1987).
- 1892 - Lauge Koch, dansk geolog og polarforsker (død 1964).
- 1897 - Mogens Wöldike, dansk kapelmester og organist (død 1988).
- 1904 - Ernst Mayr, tysk-amerikansk biolog (død 2005).
- 1911 - Georges Pompidou, fransk præsident (død 1974).
- 1914 - Gerda Gilboe, dansk skuespillerinde og sanger (død 2009).
- 1928 - Pierre Mauroy, fransk politiker (død 2013).
- 1940 - James Herbert Brennan, irsk forfatter
- 1943 - Jørgen Poulsen, dansk journalist og generalsekretær i Dansk Røde Kors.
- 1945 - Ebbe Skovdahl, dansk fodboldtræner (død 2020).
- 1946 - Bent Lexner, dansk overrabbiner.
- 1946 - Bente Schwartz, dansk billedkunstner og forfatter.
- 1947 - Carsten Thau, dansk idehistoriker og professor (død 2021).
- 1950 - Huey Lewis, amerikansk musiker.
- 1956 - Horacio Cartes, paraguayansk præsident.
- 1960 - Thomas Boberg, dansk digter.
- 1966 - Gianfranco Zola, italiensk fodboldspiller.
- 1967 - Jan Pytlick, dansk håndboldtræner.
- 1968 - Alex Zülle, schweizisk cykelrytter.
- 1973 - Marcus Allbäck, svensk fodboldspiller.
- 1973 - Róisín Murphy, irsk sanger.
- 1973 - Camilla Andersen, dansk håndboldspiller.
- 1975 - Hernán Crespo, argentinsk fodboldspiller.
- 1976 - Nikolaj Znaider, dansk violinist.
- 1979 - Shane Filan, medlem af det irske boyband Westlife.
- 1979 - Amélie Mauresmo, fransk tennisspiller .
- 1980 - Eva Green, fransk skuespiller.
- 1982 - Philippe Gilbert, Belgisk cykelrytter.
- 1982 - Alberto Gilardino, italiensk fodboldspiller.
- 1983 - Jonás Gutiérrez, argentinsk fodboldspiller
- 1996 - Clara Bahamondes, dansk skuespiller.

### Dødsfald
- 1826 - Stamford Raffles, britisk kolonibestyrer og handelsmand (født 1781).
- 1927 - Albrecht Kossel, tysk kemiker og modtager af Nobelprisen i kemi (født 1853).
- 1966 - George de Hevesy, ungarsk kemiker og modtager af Nobelprisen i kemi (født 1885).
- 1969 - Walter Adolph Gropius, tysk arkitekt (født 1883).
- 1975 - Otto Skorzeny, tysk militær (født 1908).
- 1975 - Mozart Lindberg, københavnsk kriminel (født 1881).
- 1995 - Jytte Breuning, dansk skuespiller (født 1928).
- 2008 - Thomas Winding, dansk forfatter, og radio og tv-producer (født 1936).
- 2015 - Yoichiro Nambu, japanskfødt amerikansk fysiker og modtager af Nobelprisen i fysik (født 1921).

- 2024 - Jon Landau, amerikansk filmproducer (født 1960).

|  | Denne datoartikel kan blive bedre, hvis der indsættes et (bedre) billede Du kan hjælpe ved at afsøge Wikimedia Commons for et passende billede eller uploade et godt billede til Wikimedia Commons iht. de tilladte licenser og indsætte det i artiklen. |